# هاب إسلام سنغافورة
هاب إسلام سنغافورة (بالإنجليزية: Singapore Islamic Hub) هو حرم ديني يضم مسجد مهاجرين، مدرسة الإرشاد الإسلامية، ومقر مجلس شؤون المسلمين في سنغافورة (Muis). يعكس الحرم مبدأ التوازن بين الإيمان والعلم والعمل.

## التاريخ
كان الموقع الأصلي لمسجد مهاجرين، الذي تم بناؤه عام 1977 بتمويل من صندوق بناء المساجد. في عام 2006، تم هدم المسجد والمباني المحيطة به وإعادة بنائها لتشكيل هاب إسلام سنغافورة الحالي. افتتح الحرم الجديد في يوليو 2009 بمناسبة الذكرى الأربعين لتأسيس مجلس شؤون المسلمين.

### مقر مجلس شؤون المسلمين
يضم المبنى الأطول في الحرم مقر مجلس شؤون المسلمين.

## مسجد مهاجرين
كان أول مسجد يُبنى بدعم من صندوق بناء المساجد، وتميز بتصميم معماري يجمع بين الطرز الفارسية والهندية، بالإضافة إلى عناصر من الطراز التقليدي الماليزي.

## مدرسة الإرشاد الإسلامية
قالب:المقال الرئيسي

## النقل
يمكن الوصول إلى الحرم بسهولة من محطة براديل.